# Кролевець Всеволод Степанович
Кролевець Всеволод Степанович (31 січня 1911, Київ − 18 травня 2003, Чернігів)  — український педагог-математик, кандидат педагогічних наук, доцент, декан фізико-математичного факультету Чернігівського державного педагогічного інституту ім. Т.Г. Шевченка у 1955-1973 роках .

## Біографія
Народився 31 січня 1911 року в Києві, в родині інспектора Київського страхового товариства. Рано осиротів, мати померла при пологах, а батько − у 1921 році. Виховувала рідна тітка - вчителька однієї з шкіл Чернігова.
У 1925 році закінчив Чернігівську семирічну школу, а у 1927 році - Чернігівську професійно-технічну школу. В 1928 році вступив  на техніко-математичне відділення Чернігівського учительського інституту, яке закінчив у 1931 році. 
Розпочав професійний трудовий шлях у 1931 році, працював учителем математики і фізики в Ізяславі Вінницької області. У 1932-1933 роках − на тій же посаді в Чернігівській школі №8. 
У 1933-1934 роках працював асистентом, а у 1934-1941 роках − викладачем кафедри математики Чернігівського учительського інституту. Паралельно з роботою в Чернігові з метою підвищення кваліфікації у 1938 році також заочно закінчив фізико-математичний факультет Ніжинського педагогічного інституту (диплом I-го ступеня).
З початком німецько-радянської війни знаходився в будівельному батальйоні (червень 1941 − вересень 1941), згодом евакуйований в тил. Не був мобілізований через дуже поганий зір. Під час війни у 1941-1942 роках працює учителем Залізничної школи №2, а у 1942-1944 роках − інспектором Управління Амурської залізниці у м.Свободний Амурської області. 
В 1944 році повернувся до звільненого Чернігова. У 1944–1946 роках формально працював методистом Інституту вдосконалення вчителів, але фактично знаходився у відрядженні в Польщі за спеціальним завданням ЦК КП(б)У (вересень 1944 - липень 1946). У 1946-1948 роках − старший викладач кафедри математики і декан фізико-математичного факультету Чернігівського учительського інституту. У 1948–1952 роках −  завідувач кафедри математики і заступник директора Чернігівського учительського інституту. У 1952–1955 роках − старший викладач кафедри математики Чернігівського об’єднаного учительського і педагогічного інституту. 
Кандидатську дисертацію "Позакласна робота з математики в 5-10 класах середньої школи" з педагогічних наук захистив у 1956 році у Київському педагогічному інституті. Опонентами були завідувач відділом методики математики Науково-дослідного інституту педагогіки УРСР професор А.М. Астряба та  доцент М.Б. Гельфанд. В 1961 році здобув вчене звання доцента. 
У 1955 році наказом новопризначеного ректора В.М. Костарчука був призначений деканом фізико-математичного факультету, який очолював до 1973 року. Після досягнення пенсійного віку переходить на посаду завідувача кафедри математики, яку очолює впродовж 1973–1978 років. У 1978-1983 роках −  доцент кафедри математики Чернігівського державного педагогічного інституту ім. Т.Г. Шевченка.
Помер 18 травня 2003 року у Чернігові.

## Науковий здобуток
Автор 18 науково-методичних праць, більшість з яких присвячено аналізу проблем позакласної роботи з математики у 5-10 класах середньої школи, а також питанням викладання алгебри і теорії чисел для студентів педагогічних інститутів .
У 1965 році створив нарис з історії становлення (1916-1930 роки) Чернігівського учительського інституту на основі документальних джерел.

## Нагороди та відзнаки[2]
- Медаль «За трудову доблесть»
- Медаль «За доблесну працю у Великій Вітчизняній війні 1941—1945 рр.»
- Медаль «За доблесну працю в ознаменування 100-річчя від дня народження В.І. Леніна»

- Почесна грамота Президії Верховної Ради УРСР
- Значок «Відмінник народної освіти УРСР»
- Почесна грамота Міністерства освіти УРСР
- Почесна грамота Чернівського обкому КП України